# Solid body

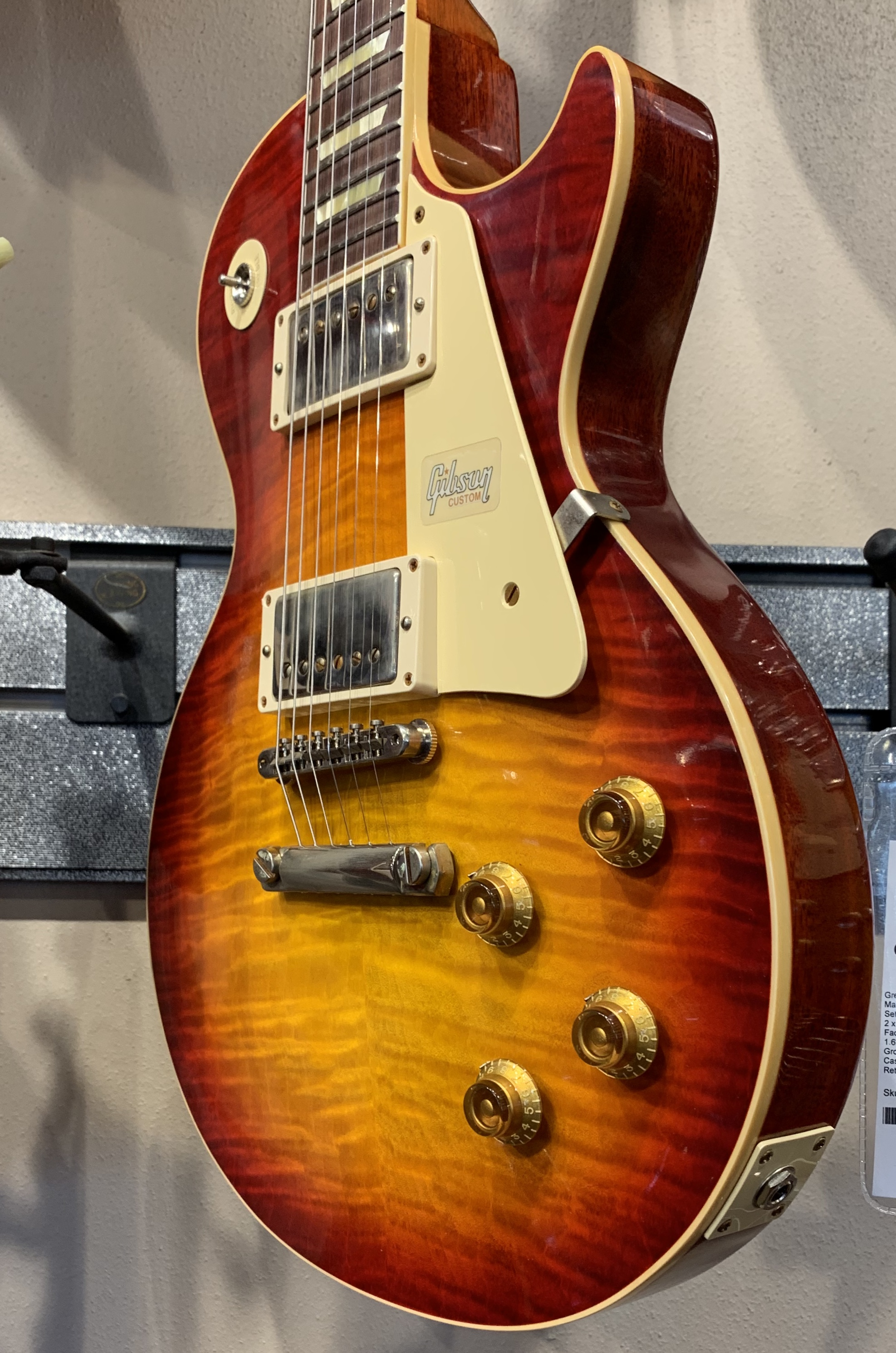
Korpus typu solid body w gitarze Gibson Les Paul

Solid body – nazwa korpusu gitarowego wykonanego najczęściej z litego kawałka tarcicy twardej, jak również z innego drewna, tworzywa sztucznego (np. żywica epoksydowa) lub metalu (np. aluminium). W korpus typu solid body wyposażone są gitary elektryczne, z którymi po raz pierwszy w historii tego instrumentu, we wczesnych latach 20. XX wieku eksperymentował lutnik Lloyd Loar.